# Ельяшевич, Михаил Александрович
Михаи́л Алекса́ндрович Ельяше́вич (21 августа 1908, Мюнхен — 4 января 1996, Минск) — советский и белорусский физик. Академик Национальной академии наук Беларуси (1956), доктор физико-математических наук (1945), профессор (1948). Лауреат Ленинской премии. Заслуженный деятель науки БССР (1978).

## Биография
Ельяшевич родился в Мюнхене в семье студентов Александра Борисовича Ельяшевича и Екатерины Михайловны Филипченко, приехавших из России в Германию на учёбу. В 1925 он поступил на физико-математический факультет Ленинградского университета, после окончания которого в течение года работал в ГОИ под руководством А. Н. Теренина (ученика Д. С. Рождественского). Решив стать теоретиком, в 1931 Ельяшевич перешел в Институт химической физики АН СССР, где влился в группу Я. И. Френкеля. С 1935 работал под руководством В. А. Фока в ГОИ, в 1937 защитил кандидатскую диссертацию, которая вскоре была опубликована в виде монографии. В 1944 Ельяшевич защитил докторскую диссертацию. Со второй половины 1940-х он участвовал в реализации советской ядерной программы. Одновременно в 1946—51 он заведовал кафедрой Ленинградского института точной механики и оптики, в 1952—54 преподавал в Ленинградском педагогическом институте имени Герцена. Член ВКП(б) с 1945 года.
В 1956 Ельяшевич был избран академиком АН БССР и переехал в Минск, где возглавил лабораторию Института физики (до 1979). В 1968—77 руководил также кафедрой атомной и молекулярной физики БГУ, преподавал на кафедре ядерной физики БГУ (1977—83), был научным консультантом НИИ прикладных физических проблем при БГУ (1983—90), главным научным сотрудником Института тепло- и массообмена НАНБ (1990—95), а с апреля 1995 — советником при дирекции Института молекулярной и атомной физики НАНБ.
Ельяшевич был одним из организаторов «Журнала прикладной спектроскопии», был заместителем главного редактора, входил в редколлегию журнала «Оптика и спектроскопия», давал научные консультации Большой Советской Энциклопедии, Физическому энциклопедическому словарю, Советскому энциклопедическому словарю, Белорусской Советской Энциклопедии и другим изданиям. Среди его непосредственных учеников 12 докторов наук, в том числе академик НАНБ, члены-корреспонденты НАНБ и РАН.

## Научная деятельность
Научные работы Ельяшевича посвящены спектроскопии, физики плазмы, истории науки. Он получил известность прежде всего за разработку теоретических вопросов молекулярной спектроскопии, предложил новый подход для описания многоатомных молекул. Эти результаты были изложены в классическом труде «Колебания молекул», удостоенном в 1949 Государственной премии СССР. Одновременно Ельяшевич занимался спектроскопией атомов и особенно сложных атомов, в частности редкоземельных. В 1962 им была написана фундаментальная энциклопедическая монография «Атомная и молекулярная спектроскопия», остающаяся важным пособием для нескольких поколений спектроскопистов.
В рамках атомного проекта (1946—49) была осуществлена программа оптических наблюдений советских ядерных испытаний, результаты которой использовались в 1957—62 при проведении высотных взрывов. В 1966 эта работа была удостоена Ленинской премии.
После переезда в Минск Ельяшевич осуществил ряд исследований по спектроскопии плазмы и плазмодинамике, заложив основы белорусской школы физики плазмы. Работы по исследованию свойств плазмы в 1992 были удостоены Государственной премии Республики Беларусь.
Большое значение имеют исследования Ельяшевича по истории физики. Им был осуществлен анализ творчества таких ученых как Максвелл, Нильс Бор, Эйнштейн, изучены вопросы становления квантовой механики и современных представлений о спектрах атомов и молекул.

## Семья
Сын — Алексей Михайлович Ельяшевич (род. 1937), физик-теоретик, в 1990-е годы также возглавлял Негосударственное образовательное учреждение высшего профессионального образования «Институт биологии и психологии человека» в Санкт-Петербурге.
Дочь — Наталья Михайловна Ксенофонтова.
Сын — Михаил Михайлович Ельяшевич.

## Награды и премии
- Орден Ленина (29.10.1949)
- Сталинская премия второй степени (29.10.1949)
- Сталинская премия второй степени (1950)
- Орден «Знак Почёта» (1956)
- Ленинская премия (1966)
- Орден Трудового Красного Знамени (1968)
- Государственная премия Республики Беларусь (1992)

## Публикации
Ельяшевич является автором около 200 научных работ, среди которых:

### Монографии
- М. А. Ельяшевич. Вращательно-колебательная энергия многоатомных молекул. — 1938.
- М. А. Ельяшевич. Спектры атомов редких земель. — 1940.
- М. В. Волькенштейн, М. А. Ельяшевич, Б. И. Степанов. Колебания молекул. — М.-Л.: Гостехтеоретиздат, 1949; М.: Наука, 1972.
- М. А. Ельяшевич. Спектры редких земель. — М.: Гостехиздат, 1953.
- М. А. Ельяшевич. Атомная и молекулярная спектроскопия. — М.: Физматгиз, 1962; М.: Эдиториал УРСС, 2001.
- Барсуков О. А., Ельяшевич М. А. Основы атомной физики. — М.: Научный мир, 2006.

### Некоторые статьи
- М. А. Ельяшевич. Механика колебаний молекул. Архивная копия от 20 декабря 2007 на Wayback Machine // УФН, № 4 (1946).
- М. А. Ельяшевич. Современное состояние радиоспектроскопии. Архивная копия от 7 июня 2012 на Wayback Machine // УФН, Т.54, № 12 (1954).
- М. А. Ельяшевич. О взаимодействиях электронного движения с колебательным в сложных молекулах. Архивная копия от 29 мая 2008 на Wayback Machine // УФН, Т.71, № 5 (1960).
- М. А. Ельяшевич, Л. М. Томильчик, Ф. И. Федоров. Рецензия на книгу А. К. Манеева «К критике обоснования теории относительности». Архивная копия от 29 января 2008 на Wayback Machine // УФН, Т.74, № 8 (1961).
- М. А. Ельяшевич. Рецензия на книгу С. Э. Фриша «Оптические спектры атомов». Архивная копия от 14 сентября 2013 на Wayback Machine // УФН, Т.83, № 7 (1964).
- М. А. Ельяшевич. Термодинамика по Вейнику, или всеобщая физическая теория. Архивная копия от 14 сентября 2013 на Wayback Machine // УФН, Т.98, № 7 (1969).
- М. А. Ельяшевич. ПЕРИОДИЧЕСКИЙ ЗАКОН Д. И. МЕНДЕЛЕЕВА, СПЕКТРЫ И СТРОЕНИЕ АТОМА (К истории физической интерпретации периодической системы элементов). Архивная копия от 14 сентября 2013 на Wayback Machine // УФН, Т.100, № 1 (1970).
- М. А. Ельяшевич. ВАЖНЕЙШИЙ ЭТАП РАЗВИТИЯ КВАНТОВОЙ ТЕОРИИ (к выходу первого тома избранных научных трудов Нильса Бора). Архивная копия от 5 марта 2011 на Wayback Machine // УФН, Т.103, № 2 (1971).
- М. А. Ельяшевич. Непрерывный поиск новых путей развития физической теории (к выходу второго тома избранных научных трудов Нильса Бора). Архивная копия от 18 мая 2012 на Wayback Machine // УФН, Т.108, № 9 (1972).
- М. А. Ельяшевич. От возникновения квантовых представлений до становления квантовой механики. Архивная копия от 20 апреля 2009 на Wayback Machine // УФН, Т.122, № 8 (1977).
- М. А. Ельяшевич. Вклад Эйнштейна в развитие квантовых представлений. Архивная копия от 14 сентября 2013 на Wayback Machine // УФН, Т.128, № 7 (1979).
- М. А. Ельяшевич, Т. С. Протько. Вклад Максвелла в развитие молекулярной физики и статистических методов. Архивная копия от 28 октября 2011 на Wayback Machine // УФН, Т.135, № 11 (1981).
- М. А. Ельяшевич. Развитие Нильсом Бором квантовой теории атома и принципа соответствия (Работы Н. Бора 1912—1923 гг. по атомной физике и их значение) // УФН. — 1985. — Т. 147, № 10. — С. 253—301.
- М. А. Ельяшевич, Н. Г. Кембровская, Л. М. Томильчик. Ридберг и развитие атомной спектроскопии (К столетию работы Й. Р. Ридберга о закономерностях в атомных спектрах). Архивная копия от 6 января 2008 на Wayback Machine // УФН, Т.160, № 12 (1990).
- М. А. Ельяшевич, Н. Г. Кембровская, Л. М. Томильчик. Вальтер Ритц как физик-теоретик и его исследования по теории атомных спектров. Архивная копия от 13 сентября 2013 на Wayback Machine // УФН, Т.165, С.457 (1995).